# Beijerstad
Beijerstad is een van de belangrijkste steden van de Satrapie Jamaillia in het fictieve Rijk van de Ouderlingen uit de boeken van Robin Hobb.

Vooral in De boeken van de Levende Schepen speelt Beijerstad een belangrijke rol.

## Geografie
Beijerstad ligt aan de gevreesde Gedoemde Kust, aan de Koopmansbaai. Het ligt ten zuiden van de Wilde Regenlanden, en ten zuidwesten van het opdringerige Kwarts. Zuidelijk van Beijerstad, over de Binnenpassage, liggen de Pirateneilanden.

Beijerstad is onderdeel van de Satrapie Jamaillia, en ligt ten noorden van de gelijknamige hoofdstad.

## Geschiedenis
Uitschot trok lang geleden uit Jamaillia en vestigde zich in de Wilde Regenlanden. Het leven was er zwaar, en de rivier eiste veel van de kolonisten. De groep vaarders splitste zich; de ene groep bleef in de regenlanden, waar ze schubben kregen en weinig vruchtbaar waren. De andere groep vestigde zich aan de Koopmansbaai in de nederzetting Beijerstad aan de Gedoemde Kust. Deze zogenaamde oude vaarders kregen van de toenmalige satraap een handelsmonopolie met de Wilde Regenlanden door hun levende schepen die de rivier konden bevaren en grote stukken land. Beijerstad krijgt echter al snel last van hebzuchtige nieuwe vaarders.